# フワイカユン駅
フワイカユン駅（フワイカユンえき、タイ語:สถานีรถไฟห้วยขยุง ）は、タイ王国東北部ウボンラーチャターニー県ワーリンチャムラープ郡にある、タイ国有鉄道東北線・南線の駅である。

## 概要
カンタラーロム駅は、タイ王国東北部ウボンラーチャターニー県の、人口16万人が暮らすワーリンチャムラープ郡にある。ほぼ町の中心部に位置する為、利便性が良い。駅の正面側（南側）が、市街地である。バンコクから553.99km地点に位置し、快速列車利用で11時間程度である。三等駅であり1日に14本（7往復）の列車が発着し、その内訳は快速3往復、普通4往復である。

## 歴史
タイ最初の官営鉄道であるクルンテープ駅-アユタヤ駅間が1897年3月26日に開業した。1900年12月21日に当初の計画のナコンラチャシーマ駅まで開通した。そのしばらく後にウボンラーチャターニーまで路線を延長する事になり、複数回の延伸開業の後1930年4月1日に当駅を含むウボンラーチャターニー駅まで開業した。
- 1922年5月1日【開業】ナコンラチャシーマ駅 - ターチャーン駅 (21.75km)
- 1925年4月1日【開業】ターチャン駅 - ブリーラム駅 (90.62km)
- 1926年5月1日【開業】ブリーラム駅 - スリン駅 (43.73km)
- 1927年5月1日【開業】スリン駅 - フワイタップタン駅 (61.75km)
- 1928年8月1日【開業】フワイタップタン駅 - シーサケート駅 (33.59km)
- 1930年4月1日【開業】シーサケート駅 - ウボンラーチャターニー駅 (60.01km)

## 駅構造
単式ホーム1面1線をもつ地上駅であり、駅舎はホームに面している